# Device Filesystem Daemon
Device Filesystem Daemon – proces o nazwie devfsd pracujący jako demon.
W systemach Linux zajmuje się obsługą Device Filesystem i zarządzaniem (poprzez mechanizm dynamicznej alokacji) symbolicznymi linkami w katalogu /dev.
Uruchamianie devfsd jest opcjonalne, aczkolwiek tworzy on wiele linków niezbędnych dla działania programów korzystających ze starej "nomenklatury". Jest on przeważnie uruchamiany przez skrypty startowe.
Informacje na temat devfsd znajdują się w podręczniku systemowym w sekcji 8, a dodatkowe informacje zawiera opis devfsd.conf w sekcji 5.